# Diego Kolumbus (Vizekönig)

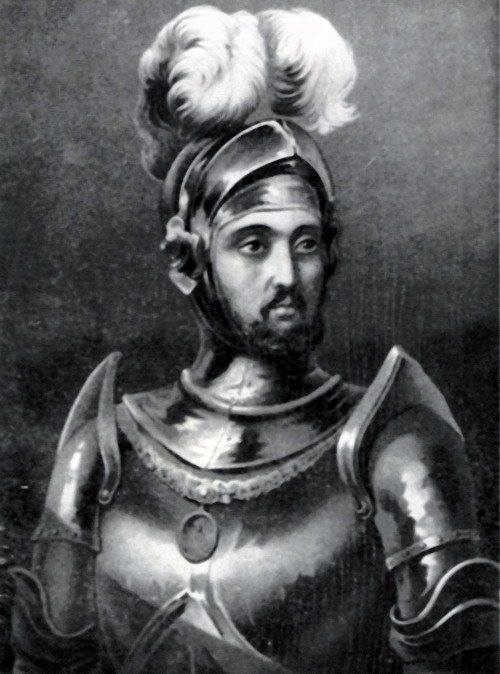
Diego Colón (Diego Kolumbus)

Diego Kolumbus (span. Diego Colón; * um 1480 in Porto Santo; † 1526 La Puebla de Montalbán, Toledo) war der erste Sohn von Christoph Kolumbus und dessen Ehefrau Filipa de Perestrelo e Moniz. Er ist nicht zu verwechseln mit seinem Onkel, Christophs jüngerem Bruder Diego Kolumbus (Seefahrer).

## Leben
Der Geburtsort und das Geburtsjahr des ersten Sohnes von Christoph Kolumbus werden von verschiedenen Autoren unterschiedlich bestimmt. Einige Historiker sind der Meinung, dass er in Porto Santo, einer Nachbarinsel von Madeira, geboren wurde, andere gehen von Lissabon aus. Das Geburtsjahr ist laut Urs Bitterli 1480. Sein Vater brachte ihn 1485 nach Spanien in das Kloster La Rábida. Einige Historiker gehen außerdem noch von einem Aufenthalt bei seiner Schwägerin Violante Moniz und deren Mann Muliart in Huelva aus. Dort blieb er bis zur triumphalen Rückkehr seines Vaters aus der Neuen Welt 1493, nach der er, zusammen mit seinem Bruder Fernando, zum Pagen des Prinzen Don Johann ernannt wurde.
Nach dem Tod des Prinzen wurde er Page der Königin Isabella I. und blieb so für längere Zeit am spanischen Hof. Das Testament seines Vaters von 1498 erklärte Diego und alle ihm Nachfolgenden zum alleinigen Erben der Pflichten, Ehren und Privilegien seines Vaters. Als dieser zu seiner letzten Reise aufbrach, hinterließ er Diego als den Vertreter seiner Interessen, um die Aussetzung seiner Privilegien rückgängig zu machen. Dies geschah schon in Hinsicht auf die Hochzeit Diegos, die der Vater auf die Zeit nach seiner Rückkehr verschoben hatte. Die Königin ernannte Diego im Jahre 1503 zum contino ihres Hauses mit einem Sold von 30.000 Maravedís pro Jahr, was seine Karriere bei Hofe verlängerte.

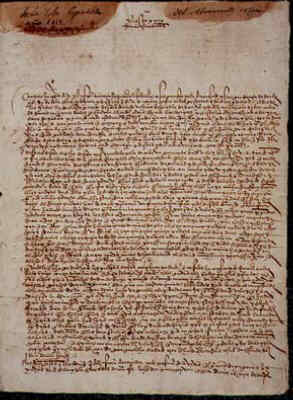
Erste Seite des Briefs von Admiral Diego Colón an Kardinal Cisneros vom 18. Juni 1512, der bis zu seiner Edition (1985) unbekannte Einzelheiten über eine Strafexpedition zur Versklavung der Kariben enthält

Nach der Rückkehr von Christoph Kolumbus aus der Neuen Welt entspann sich eine Korrespondenz zwischen Vater und Sohn (1504–1505), die Diego als Verfechter der Interessen seines Vaters am Hof der Katholischen Könige kennzeichnete. Dieser Briefwechsel ist heute eine wichtige historische Quelle. Diego trieb den Vater dazu an, seine Privilegien wiederzuerlangen und an ihn zu vererben. In einem dieser Briefe findet sich eine große Lobrede an Amerigo Vespucci. Diego blieb bis zum Tode seines Vaters im Jahre 1506 an dessen Seite. Nicht vor 1508 heiratete er María de Toledo, die Tochter des Fernando Álvarez de Toledo, des Hauptkommandierenden der Truppen Leóns und Bruders des Fadrique Álvarez de Toledo, 2. Herzog von Alba. Eine Heirat in eine adlige spanische Familie lag im Interesse der Familie Kolumbus, um die suspendierten Privilegien wiederzuerhalten.
Der Druck des Herzogs von Alba ermöglichte Diego die Erbschaft der Privilegien seines Vaters, gegen den Widerstand König Ferdinands. Durch die Gnade König Ferdinands, nicht durch Anerkennung seiner ererbten Rechte, war Diego Admiral und Vizekönig der Neuen Welt seit 1508. Diego ersetzte den Statthalter Nicolás de Ovando auf Santo Domingo, wo er 1509 ankam, begleitet von seiner Frau, seinen Onkeln Bartolomé und Diego sowie seinem Bruder Fernando.

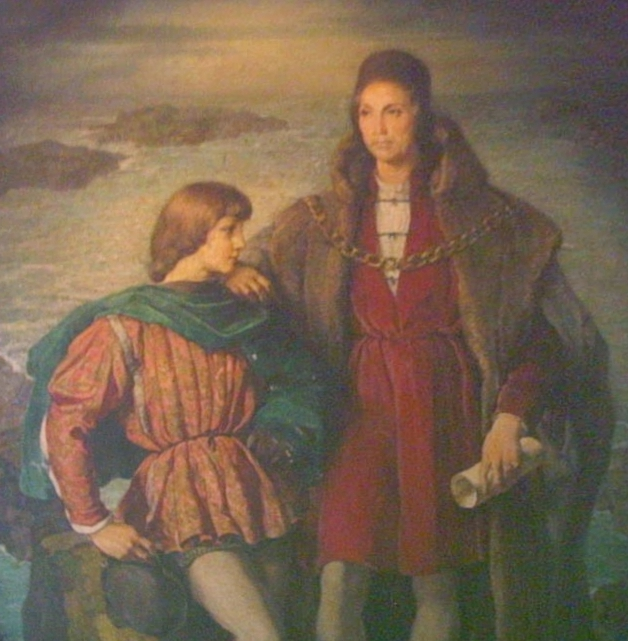
Christoph und Diego Kolumbus (links), Santo Domingo

Infolge der Prozesse, die die Familie Kolumbus anstrengte, um die Erfüllung der in Santa Fe ausgestellten Verträge (den so genannten Capitulaciones de Santa Fe) einzufordern, entschied der königliche Rat in Sevilla am 5. Mai 1511, den größten Teil der Rechte anzuerkennen. Dem Admiral wurde das Vizekönigtum zugesprochen, die vererbliche Herrschaft über La Española sowie über alle durch Christoph Kolumbus entdeckten Inseln, die Gerichtsgewalt über diese Inseln, ein Fünftel des auf ihnen gefundenen Goldes und ein Zehntel der dortigen Einkünfte. Der König erkannte diese Rechte am 17. Juni 1511 an, die gegenüber denen Christoph Kolumbus’ dahingehend eingeschränkt waren, dass sich diese Rechte nur auf die Inseln erstreckten, die durch Christoph Kolumbus selbst entdeckt worden waren. Diego stellte dieses Urteil nicht zufrieden, und er strengte einen neuen Prozess an, infolgedessen König Ferdinand verärgert mehrere Mahnungen an ihn sandte.

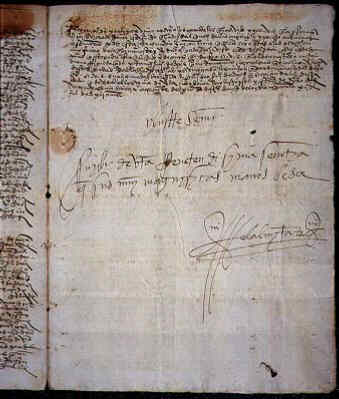
Zweite Seite des Briefs von Diego Colón an Kardinal Cisneros, den Erzbischof von Toledo (18. Juni 1512)

Unterdessen übte Diego die Herrschaft auf La Española aus, und in seinem Auftrag wurde Kuba durch Diego Velázquez de Cuéllar, Puerto Rico durch Juan Ponce de León erobert und Jamaika durch Esquivel besetzt. Um die Macht Diegos einzuschränken, wurde 1511 ein Gerichtstag auf La Española geschaffen, die Real Audiencia de Santo Domingo, bestehend aus drei Berufungsrichtern, die Diego kontrollieren sollten und mit denen er in andauerndem Konflikt lag. Außerdem wurden die Festlandsterritorien seiner Gerichtsbarkeit entzogen. Die Kontroversen, die sich aus der Frage der Behandlung der „Indios“ ergaben, führten zu einer Spaltung in zwei Lager: die Anhänger des Königs, unter Führung von Miguel de Pasamonte, die die strenge Einhaltung der in Burgos 1512 beschlossenen Gesetze (der so genannten Leyes de Burgos) verlangten, und das kolumbianische Lager unter der Führung Diegos, das auf der unbeschränkten Ausbeutung der Arbeitskraft der einheimischen Bevölkerung bestand. Die Anschuldigungen der Königstreuen gegen den Gouverneur hatten seine Ersetzung durch drei hieronymitische Mönche, ausgewählt von Kardinal Francisco Jiménez de Cisneros, und seine zwangsweise Rückkehr nach Spanien 1515 zur Folge. Zurück in Spanien versuchte Diego die staatlichen Entscheidungen wieder anzufechten. Das Urteil des Rates aus La Coruña von 1520 setzte ihn wieder als Vizekönig ein, bestätigte jedoch endgültig die Beschränkung des Vizekönigtums auf die durch Christoph Kolumbus entdeckten Inseln, die Unterordnung der Vizekönige unter lokale Gerichte sowie die starke Einschränkung der Befugnisse des Vizekönigs.
Nach seiner Rückkehr nach La Española sah er sich einer Revolte schwarzer Sklaven gegenüber. Seine Konflikte mit dem Gerichtstag und den königlichen Beamten führten zu einem erneuten Prozess, in dessen Folge König Karl I. ihn aller seiner Ämter enthob und zur Rückkehr nach Spanien zwang. In Spanien führte er seine Rechtsstreitigkeiten fort und begleitete dazu den Hof auf seinen vielen Reisen.
Diego starb im Jahre 1526 auf der Reise nach Sevilla zur Hochzeit des Königs mit Isabella von Portugal. Seine Witwe, die 1549 starb, führte die Prozesse um die Privilegien weiter, die 1492 in den Verträgen von Santa Fe Kolumbus gewährt worden waren. Infolge dieser Prozesse wurden diese Privilegien im Jahre 1536 der Familie Kolumbus völlig entzogen. Als Ergebnis eines Vergleichs zur Beilegung der pleitos colombinos erhielt sein Enkel Luis Colón de Toledo 1537 jedoch von Karl V. (in Spanien Karl I.) einige Zugeständnisse sowie den erblichen Titel Herzog von Veragua (einer Provinz im heutigen Panama).
Die direkten Nachfahren im legitimen Mannesstamm erloschen bereits mit einem weiteren Enkel, Diego Colón de Pravia, der am 27. Januar 1578 starb. Nachkommen von Luis Colón de Toledo und damit von Kolumbus in weiblicher Linie leben hingegen bis heute, Familienchef ist derzeit Cristóbal Colón de Carvajal y Gorosábel, 18. Herzog von Veragua (* 1949).